# كودي لانج
كودي لانج (بالإنجليزية: Cody Lange)‏ هي لاعبة كرة الشبكة أسترالية، ولدت في 24 أكتوبر 1994.